# Храм Атине Нике
Храм Атине Нике (грчки: Ναος Αθηνας Νικης, Naós Athinás Níkis) је храм на Атинском Акропољу, посвећен богињама Атини и Ники. Изграђен око 420. године пре нове ере, храм је најранији потпуно јонски храм на Акропољу. Има истакнут положај на стрмом бастиону на југозападном углу Акропоља десно од улаза, Пропилеја. За разлику од самог Акропоља, кроз Пропилеје се улазило у зидом ограђено светилиште, Победничко светилиште је било отворено, улазило се из југозападног крила Пропилеја и са уског степеништа на северу. Чисте зидове његовог бастиона са севера, запада и југа штитио је парапет Нике, назван по фризу који је славио победу и жртвовање заштитницама Атини и Ники.
Ника је била богиња победе у грчкој митологији, а Атина је обожавана у овом облику, који представља победничко стање у рату. Грађани су обожавали богиње у нади за успешан исход у дугом Пелопонеском рату који се водио против Спартанаца и савезника.

## Историја
Култ Атине Нике био је активан у раном шестом веку пре нове ере. На остацима микенског бастиона, култна фигура Атине која седи и држи нар у десној руци и шлем у левој постављена је на квадратну кречњачку подлогу. Светилиште Атине Нике срушили су Персијанци 480-479. године пре нове ере, а над остацима је подигнут храм. Изградња новог храма је била у току 449. године пре нове ере, а завршена је око 420. године пре нове ере. Култ је надгледала свештеница Атине Нике, која је постављена демократским путем. Да је још у употреби од 4. века, храм би био затворен током прогона пагана у касном Римском царству.
Грчка, која је била под контролом Византијског царства, пала је у руке Турака Османлија 1453. када су освојили Цариград. Храм је био нетакнут све док га 1686. Турци нису срушили и искористили камење да изграде одбрану. 1834. године храм је реконструисан након стицања независности Грчке. 1998. године храм је демонтиран како би се заменио трошни бетонски под, а његов фриз је уклоњен и постављен у нови музеј Акропоља који је отворен 2009. Храм Атине Нике често је затворен за посетиоце док се радови настављају. Нова музејска поставка састоји се од фрагмената са локације пре него што (се сматра да) су је Персијанци уништили 480. године пре нове ере. Сачуване су скулптуре са фризова као што су: Херкулова дела, статуа Москофора, оштећена скулптура богиње која се приписује Праксителу и коњаник Рампина, као и епиграфске посвете, декрети и стеле.